# Kohani
Kohani (Cujane, Cohanni, Coxane, Cujano, Guyane, Qujane, Quxane). – pleme Karankawa, prvi puta se spominje u ranom 18. stoljeću na teksaškoj obali blizu zaljeva Matagorda. U to doba oni su se prostirali sve do između rijeka Colorado i Guadalupe, kasnije ih nalazimo zapadno sve do zaljeva Aransas. Godine 1722. misija Espíritu Santo de Zúñiga je utemeljena za njih, Coapite i Karankawe, ali je uskoro morala biti napuštena zbog čestih neprijateljstava između Španjolaca i Indijanaca. U misiju Nuestra Señora de la Purísima Concepción de Acuña odlaze 1730.,. ali i nju ubrzo napuštaju. Kada se 1745. podigla misija Nuestra Señora del Rosario, blizu sadašnjeg Goliada, već se počinju nazivati generalnim imenom Karankawa, svi osim Copane Indijanaca. Cujane iz misije odlaze i dolaze kao i njihovi rođaci Coapite sve do 1831. –Utemeljenjem misije Nuestra Señora del Refugio 1793. neki odlaze tamo i ostaju do 1828. Dio plemena koji nije odlazio u misije nastavio je živjeti duž obližnje obale. Ubrzo nakon anglo-američke kolonizacije obalnog područja Cujane počinju gubiti identitet. Ime Karankawa označava sva ova plemena, koja konačno sa scene nestaju 1858.
U La Salleovim izvještajima spominju se plemena Ebahamo, Kouan, Kouyam i Quinet. Sve su ove grupe živjele u blizini teritorija Indijanaca Cujane. Neka ova imena vjerojatno su sinonimi za Cujane, to bi mogli biti nazivi Quinet i Kouan, ali čvrstih dokaza za to nema. 

## Vanjske poveznice
- Cujane Indians